# Coldcut
A Coldcut zenész duót két angol DJ, Matt Black és Jonathan More alkotja. 
Pályafutásuk alatt számos stílusban játszottak, a hiphoppal kezdve az elektronikán keresztül egészen a jazzig.

## Lemezeik
- Out to Lunch with Ahead of Our Time (1988)
- Stop This Crazy Thing (1988)
- What's That Noise? (1989. április)
- Some Like It Cold (1990)
- Philosophy (1994)
- ColdKrushCuts – Mixed by Coldcut / DJ Food + DJ Krush (1996)
- Journeys by DJ – 70 minutes of Madness (1996)
- Coldcut & DJ Food Fight (1997. január)
- Let Us Play! (1997. szeptember)
- Let Us Replay! (1999. január)
- People Hold On — The Best of Coldcut (2004. február 2.)
- Sound Mirrors (2006. január)